# South Western Railway
 (février 2018).
Si vous disposez d'ouvrages ou d'articles de référence ou si vous connaissez des sites web de qualité traitant du thème abordé ici, merci de compléter l'article en donnant les références utiles à sa vérifiabilité et en les liant à la section « Notes et références ».
South Western Railway (SWR) était une société d'exploitation ferroviaire britannique, appartenant à FirstGroup (70%) et MTR Corporation (30%), qui exploitait la franchise South Western d'août 2017 à mai 2025. Elle exploitait des services de banlieue depuis son terminus du centre de Londres à London Waterloo jusqu'au sud-ouest de Londres. SWR fournissait des services suburbains et régionaux dans les comtés de Surrey, Hampshire et Dorset, ainsi que des services régionaux dans le Devon, le Somerset, le Berkshire et le Wiltshire. Sa filiale Island Line exploitait des services sur l'île de Wight. Elle a été nationalisée en mai 2025, en tant que Great British Railways.
SWR s'est vu attribuer la franchise South Western en mars 2017 et a pris la relève de South West Trains le 20 août 2017.

## Histoire
Le London and South Western Railway (LSWR ou L & SWR [1]) était une compagnie de chemin de fer en Angleterre de 1838 à 1922. Au début nommé le London and Southampton Railway, son réseau s'étendait de Londres à Plymouth via Salisbury et Exeter, avec des succursales à Ilfracombe et Padstow, et via Southampton à Bournemouth et Weymouth.
Il disposait également de nombreuses lignes reliant les villes du Hampshire et du Berkshire, notamment Portsmouth et Reading. Lors du regroupement des chemins de fer en 1923, le LSWR a fusionné avec d'autres chemins de fer pour créer le Southern Railway.

### Histoire récente
Après avoir échoué à négocier une extension de la franchise sud-ouest avec l'opérateur de l'époque South West Trains(détenue par Stagecoach), le ministère des Transports (MdT) a annoncé en juillet 2015 que la franchise serait relouée. En février 2016, le MdT a annoncé que First Group et Stagecoach avaient été présélectionnés pour l'appel d'offres pour la prochaine franchise sud-ouest. En juin 2016, MTR Corporation a pris une participation de 30% dans l'offre de First Group.
En juillet 2016, le MdT a publié l'appel d'offres.
En mars 2017, la franchise a été attribuée à First/MTR avec des activités débutant le 20 août 2017. Elle se poursuivra jusqu'au 28 mai 2025.
En juillet 2017, la Competition & Markets Authority (CMA) a demandé à SWR de s'engager à ne pas abuser de son monopole sur les services à l'ouest de l'Angleterre, Dorset et Somerset, First Group exploitant également la franchise Great Western dans ces régions. L'AMC a accepté une concession de FirstGroup et de MTR que les tarifs non réglementés entre Londres et Exeter seraient plafonnés.
En mai 2025, la South Western Railway est nationalisée, c'est le premier opérateur privé ferroviaire à être renationalisé. Une large partie, voir la totalité, du réseau ferré britannique doit normalement être renationalisé les mois et années suivants, à la fin des contrats de concession.

## Services assurés
South Western Railway était l'exploitant principal de l'ouest du Surrey, du Hampshire et du Dorset, et dessert également Londres, Berkshire, Wiltshire, Somerset et Devon.
La plupart des services de SWR fonctionnaient sur des lignes électrifiées à l'aide du système de troisième rail 750 V CC. Il existait une flotte de trains diesel sur la ligne ouest de l'Angleterre pour Salisbury, Exeter et Bristol, utilisant la voie non électrifiée au-delà de Worting Junction juste à l'ouest de Basingstoke, et pour Salisbury à Southampton via Romsey qui desservent également Eastleigh. SWR gérait près de 1 700 services ferroviaires par jour.

### Routes
Les sept lignes principales exploitées par SWR sont :
- La South Western Main Line (SWML) vers Southampton Central , Bournemouth et Weymouth. 2 trains par heure jusqu'à Weymouth (1 rapide et 1 semi-rapide) et 1 train par heure jusqu'à Poole (arrêt) du lundi au samedi, avec les services du dimanche de Bournemouth à Poole.
- La Portsmouth Direct Line via Guildford et Haslemere : quitte la ligne principale à Woking . 4 trains par heure vers Guildford, puis 1 service semi-rapide et 1 arrêt vers Haslemere. Le service semi-rapide continue comme un service d'arrêt à Portsmouth. Les services rapides fonctionnent environ une demi-heure du lundi au samedi, 2 trains par heure (1 rapide, 1 arrêt de Guildford) le dimanche.
- La West England Main Line jusqu'à Salisbury , Yeovil Junction et Exeter St Davids : quitte la ligne principale à Basingstoke.
- Wessex Main Line (partie): Salisbury à Bristol Temple Meads. Ce service provient de London Waterloo et se divise à Salisbury.
- Hearth of the Wessex (partie): Yeovil Junction à Yeovil Pen Mill / Frome. Ce service provient de London Waterloo et se divise à Yeovil Junction.
- London Waterloo à Portsmouth Harbour via Basingstoke et Eastleigh. Service horaire en heures creuses du lundi au samedi, fusion avec le train Poole le dimanche.
- London Waterloo à Reading via Staines-upon-Thames , Ascot et Wokingham.

### Services de Banlieue
Les services de banlieue diverge des routes ci-dessus. Pris dans l'ordre à l'ouest de Waterloo, en descendant la SWML :
- Ligne Waterloo à Reading : de Clapham Junction.
  - La Hounslow Loop Line de Barnes à Whitton ou Feltham.
  - La Windsor Branch de Staines-upon-Thames.
  - La Chertsey loop line de Virginia Water à Weybridge.
  - La ligne Ascot à Guildford via Aldershot.
- La Mole Valley Line, de Raynes Park à Dorking via Epsom.
  - La Chessington Branch de Motspur Park.
  - La branche de Guildford à Leatherhead.
- La Kingston Loop Line, de New Malden (Main Line) à Twickenham (Reading Line)
  - The Shepperton Branch de Teddington ; normalement, ces services passent par New Malden, certains services de pointe passent par Twickenham.
- La New Guildford Line, à Guildford via Cobham de Surbiton (les voyageurs de Guildford à Londres peuvent également voyager via la ligne principale à travers Woking)
- La Hampton Court Branch, également de Surbiton.
- La Alton Branch, de Brookwood, dessert également le Mid Hants, une ligne patrimoniale.

### Autres services (hors de Londres)
- Lignes locales de Southampton : Salisbury à Romsey via Southampton Central et Chandler's Ford
- Lymington Branch Line (Brockenhurst à Lymington Pier)
- Southampton Central vers Portsmouth et Southsea

### Détails des services
Les détails de chaque itinéraire, y compris les cartes et les horaires, sont sur le site officiel de South Western Railway. À partir de janvier 2018, ses itinéraires hors pointe du lundi au vendredi, avec des fréquences dans les trains par heure (tph), comprennent :
| Lignes principales de Londres (South Western Main Line)           | Lignes principales de Londres (South Western Main Line) | Lignes principales de Londres (South Western Main Line) |
| Route                                                             | tph                                                     | Arrêt desservi |
| ----------------------------------------------------------------- | ------------------------------------------------------- | --- |
| London Waterloo - Basingstoke                                     | 2                                                       | Clapham Junction (1tph), Surbiton, Walton-on-Thames, Weybridge, Woking, Brookwood, Farnborough, Fleet, Winchfield, Hook |
| London Waterloo - Portsmouth Harbour via Winchesterc              | 1                                                       | Woking, Farnborough, Basingstoke, Micheldever, Winchester, Eastleigh, Hedge End, Botley, Fareham, Portchester, Cosham, Hilsea, Fratton, Portsmouth & Southsea |
| London Waterloo - Poole                                           | 1                                                       | Clapham Junction, Farnborough, Fleet, Basingstoke, Winchester, Shawford, Eastleigh, Southampton Airport Parkway, Southampton Central, Totton, Ashurst (New Forest), Beaulieu Road (limited service), Brockenhurst, Sway, New Milton, Hinton Admiral, Christchurch, Pokesdown, Bournemouth, Branksome, Parkstone |
| London Waterloo - Weymouth                                        | 2                                                       | 1tph Clapham Junction, Basingstoke, Winchester, Southampton Airport Parkway, Southampton Central, Brockenhurst, New Milton, Christchurch, Pokesdown, Bournemouth, Poole, Hamworthy, Holton Heath, Wareham, Wool, Moreton, Dorchester South, Upwey                                                               |
| London Waterloo - Weymouth                                        | 2                                                       | 1tph Woking, Winchester, Southampton Airport Parkway, Southampton Central, Brockenhurst, Bournemouth, Branksome, Parkstone, Poole, Hamworthy, Wareham, Dorchester South |
| Lignes principales de Londres (Portsmouth Direct Line)            |                                                         | |
| Route                                                             | tph                                                     | Arrêt desservi |
| London Waterloo - Haslemere                                       | 1                                                       | Clapham Junction, Woking, Guildford, Farncombe, Godalming, Milford, Witley |
| London Waterloo - Portsmouth & Southsea via Guildford             | 1                                                       | Clapham Junction, Woking, Worplesdon, Guildford, Farncombe, Godalming, Haslemere, Liphook, Liss, Petersfield, Rowlands Castle, Havant, Bedhampton, Hilsea, Fratton |
| London Waterloo - Portsmouth Harbour via Guildford                | 2                                                       | Woking, Guildford, Haslemere, Petersfield, Havant, Fratton, Portsmouth & Southsea |
| Lignes principales de Londres (West of England Main Line)         |                                                         | |
| Route                                                             | tph                                                     | Arrêt desservi |
| London Waterloo - Salisbury                                       | 1                                                       | Woking, Basingstoke, Overton, Whitchurch, Andover, Grateley |
| London Waterloo - Exeter St Davids                                | 1                                                       | Clapham Junction, Woking, Basingstoke, Andover, Salisbury, Tisbury, Gillingham, Templecombe, Sherborne, Yeovil Junction, Crewkerne, Axminster, Honiton, Feniton (1tp2h), Whimple (1tp2h), Cranbrook, Pinhoe, Exeter Central                                                                                     |
| Lignes principales de Londres (Alton Line)                        |                                                         | |
| Route                                                             | tph                                                     | Arrêt desservi |
| London Waterloo - Alton                                           | 2                                                       | Clapham Junction (1tph), Surbiton, West Byfleet, Woking, Brookwood, Ash Vale, Aldershot, Farnham, Bentley (1tph) |
| Lignes de banlieues de Londres (Via Putney)                       |                                                         | |
| Route                                                             | tph                                                     | Arrêt desservi |
| London Waterloo - Weybridge                                       | 2                                                       | Vauxhall, Queenstown Road, Clapham Junction, Wandsworth Town, Putney, Barnes, Barnes Bridge, Chiswick, Kew Bridge, Brentford, Syon Lane, Isleworth, Hounslow, Feltham, Ashford, Staines, Egham, Virginia Water, Chertsey, Addlestone                                                                            |
| London Waterloo - London Waterloo via Hounslow                    | 2                                                       | Vauxhall, Queenstown Road, Clapham Junction, Wandsworth Town, Putney, Barnes, Barnes Bridge, Chiswick, Kew Bridge, Brentford, Syon Lane, Isleworth, Hounslow... |
| London Waterloo - London Waterloo via Hounslow                    | 2                                                       | Vauxhall, Queenstown Road, Clapham Junction, Wandsworth Town, Putney, Barnes, Mortlake, North Sheen, Richmond, St Margarets, Twickenham, Whitton, Hounslow... |
| London Waterloo - London Waterloo via Strawberry Hill             | 2                                                       | Vauxhall, Queenstown Road, Clapham Junction, Wandsworth Town, Putney, Barnes, Mortlake, North Sheen, Richmond, St Margarets, Twickenham, Strawberry Hill... |
| London Waterloo - Windsor & Eton Riverside                        | 2                                                       | Vauxhall, Clapham Junction, Putney, Richmond, Twickenham, Whitton, Feltham, Ashford, Staines, Wraysbury, Sunnymeads, Datchet |
| London Waterloo - Reading                                         | 2                                                       | Clapham Junction, Richmond, Twickenham, Feltham, Staines, Egham, Virginia Water, Longcross (limited service), Sunningdale, Ascot, Martins Heron, Bracknell, Wokingham, Winnersh, Winnersh Triangle, Earley |
| Lignes de banlieues de Londres (via Wimbledon)                    |                                                         | |
| Route                                                             | tph                                                     | Arrêt desservi |
| London Waterloo - Chessington South                               | 2                                                       | Vauxhall, Clapham Junction, Earlsfield, Wimbledon, Raynes Park, Motspur Park, Malden Manor, Tolworth, Chessington North |
| London Waterloo - Dorking                                         | 2                                                       | Vauxhall, Clapham Junction, Earlsfield, Wimbledon, Raynes Park, Motspur Park, Worcester Park, Stoneleigh, Ewell West, Epsom, Ashtead, Leatherhead |
| London Waterloo - Guildford via Epsom                             | 2                                                       | Vauxhall, Clapham Junction, Earlsfield, Wimbledon, Raynes Park, Motspur Park, Worcester Park, Stoneleigh, Ewell West, Epsom, Ashtead, Leatherhead, Bookham, Effingham Junction, Horsley, Clandon, London Road                                                                                                   |
| London Waterloo - Shepperton                                      | 2                                                       | Vauxhall, Clapham Junction, Earlsfield, Wimbledon, Raynes Park, New Malden, Norbiton, Kingston, Hampton Wick, Teddington, Fulwell, Hampton, Kempton Park, Sunbury, Upper Halliford |
| London Waterloo - London Waterloo via Strawberry Hill (clockwise) | 2                                                       | Vauxhall, Clapham Junction, Earlsfield, Wimbledon, Raynes Park, New Malden, Norbiton, Kingston, Hampton Wick, Teddington, Strawberry Hill... |
| London Waterloo - Hampton Court                                   | 2                                                       | Vauxhall, Clapham Junction, Earlsfield, Wimbledon, Raynes Park, New Malden, Berrylands, Surbiton, Thames Ditton |
| London Waterloo - Guildford via Claygate                          | 2                                                       | Vauxhall, Clapham Junction, Earlsfield, Wimbledon, Surbiton, Hinchley Wood, Claygate, Oxshott, Cobham & Stoke d'Abernon, Effingham Junction, Horsley, Clandon, London Road |
| London Waterloo - Woking                                          | 2                                                       | Vauxhall, Clapham Junction, Earlsfield, Wimbledon, Surbiton, Esher, Hersham, Walton-on-Thames, Weybridge, Byfleet & New Haw, West Byfleet |
| Les Lignes hord de Londres                                        |                                                         | |
| Route                                                             | tph                                                     | Arrêt desservi |
| Ascot - Guildford                                                 | 2                                                       | Bagshot, Camberley, Frimley, Ash Vale, Aldershot, Ash, Wanborough |
| Portsmouth & Southsea - Southampton Central                       | 1                                                       | Fratton, Hilsea, Cosham, Portchester, Fareham, Swanwick, Bursledon, Hamble, Netley, Sholing, Woolston, Bitterne, St Denys |
| Romsey - Salisbury                                                | 1                                                       | Chandlers Ford, Eastleigh, Southampton Airport Parkway, Swaythling, St Denys, Southampton Central, Millbrook, Redbridge, Romsey, Mottisfont & Dunbridge, Dean |
| Brockenhurst - Lymington Pier                                     | 2                                                       | Lymington Town |
| Island Line                                                       |                                                         | |
| Route                                                             | tph                                                     | Arrêt desservi |
| Ryde Pier Head - Shanklin                                         | 2                                                       | Ryde Esplanade, Ryde St John's Road, Smallbrook Junction (service limité), Brading, Sandown, Lake |

## Matériel roulant
South Western Railway a hérité du parc de South West Trains qui comprennent les Class 158, Class 159, Class 444, Class 450, Class 455, Class 456, Class 458, Class 483 et la Class 707.
La livraison des Class 707 a été achevée depuis fin 2017 les 30 rames sont maintenant en service.
Dix-huit Class 442 entreront en service après avoir été révisés. Ils seront basés à Bournemouth avant de commencer le service complet en décembre 2018, quand ils seront transférés à Fratton.
En octobre 2017, quatre unités étaient à Eastleigh Works et quatorze à TRSMD Bournemouth.

### Parc actuel
| Classe | Image | Type                                  | Motorisation | Vitesse  | Effectif | Routes desservi | Année de construction                             |
| ------ | ----- | ------------------------------------- | ------------ | -------- | -------- | --- | ------------------------------------------------- |
| 158    |       | Autorail                              | Diesel       | 145 km/h | 10       | Londres Waterloo - Salisbury / Exeter St Davids (occasionnellement) / Bristol Temple Meads Exeter St Davids - Honiton / Axminster (service en semaine) Romsey - Salisbury via Southampton Central Brockenhurst - Lymington Pier (Services de la semaine) | 1989 à 1992                                       |
| 158    |       |                                       |              |          |          | | 1989 à 1992                                       |
| 159    |       | Autorail                              | Diesel       | 145 km/h | 30       | Lignes principales de l'Ouest de l'Angleterre / Heart of Wessex / Wessex : Londres Waterloo - Salisbury / Temple de Meads de Bristol / Exeter St Davids / Moulin à Yeovil / Frome Portsmouth Harbour - Basingstoke (service du matin) Portsmouth Harbour - Southampton Central (à l'occasion) | 1992 à 1993                                       |
| 159    |       |                                       |              |          |          | |                                                   |
| 444    |       | Automotrice régional à grande vitesse | électrique   | 160 km/h | 45       | Londres Waterloo - Poole / Weymouth London Waterloo - Portsmouth Harbour (partagé avec les Class 450s en semaine et le dimanche) Certaines routes périurbaines extérieures | 2003 à 2004                                       |
| 444    |       |                                       |              |          |          | | 2003 à 2004                                       |
| 450    |       | Automotrice                           | électrique   | 160 km/h | 127      | London Waterloo - Portsmouth Harbour (partagé avec les Class 444 en semaine et le dimanche) / Alton / Basingstoke / Poole (occasionnellement) / Reading Southampton Central - Portsmouth et Southsea Brockenhurst - Lymington Pier (services de week-end) Lignes de banlieue extérieures: Londres Waterloo - Windsor et Eton Riverside /Weybridge via Staines / Londres Waterloo via Hounslow Ascot - Guildford | 2002 à 2006                                       |
| 450    |       |                                       |              |          |          | | 2002 à 2006                                       |
| 455    |       | Automotrice                           | électrique   | 120 km/h | 91       | Les services suburbains intérieurs : Londres Waterloo - Shepperton / Hampton Court / Woking / Londres Waterloo via Hounslow / Londres Waterloo via Strawberry Hill / Dorking / Guildford via Oxshott ou Epsom / Chessington Sud / Windsor & Eton Riverside | 1982 à 1985 Rénovation (de 2004 à 2007)           |
| 455    |       |                                       |              |          |          | | 1982 à 1985 Rénovation (de 2004 à 2007)           |
| 456    |       | Automotrice                           | électrique   | 120 km/h | 24       | Services de banlieue en couplage avec les services exploités par les unités de la Class 455 pour faire des trains de 8 et 10. Ascot - Guildford | 1990 à 1991                                       |
| 456    |       |                                       |              |          |          | | 1990 à 1991                                       |
| 458/5  |       | Automotrice                           | électrique   | 120 km/h | 36       | Services de banlieue extérieure : London Waterloo - Weybridge / Windsor & Eton Riverside via Staines / Reading | 2013 - 2016 (Class 458/5) 1998-2002 (Class 458/0) |
| 458/5  |       |                                       |              |          |          | | 2013 - 2016 (Class 458/5) 1998-2002 (Class 458/0) |
| 707    |       | Automotrice                           | électrique   | 160 km/h | 30       | Services de banlieue extérieure : London Waterloo - Weybridge / Windsor & Eton Riverside via Staines / Reading | 2016 à 2017                                       |
| 707    |       |                                       |              |          |          | | 2016 à 2017                                       |

### Futur parc
Les Class 455, 456, 458 et 707 seront remplacées par 90 Aventra à cinq et dix exemplaires construits par Derby Litchurch Lane Works de Bombardier, pour effectuer des services de Reading, Windsor et Londres de l'Ouest d'ici décembre 2020.
| Classe | Image | Type                                   | Vitesse  | Motorisation | Effectif | Routes desservi                                 | Date d'entrée en service  |
| ------ | ----- | -------------------------------------- | -------- | ------------ | -------- | ----------------------------------------------- | ------------------------- |
| 442    |       | Automotrice régionale à grande vitesse | 170 km/h | électrique   | 18       | Londres Waterloo - Portsmouth Harbour           | à partir de décembre 2018 |
| 442    |       |                                        |          |              |          |                                                 |                           |
| 701    |       | Automotrice                            | 160 km/h | électrique   | 90       | Reading, Winsor et la banlieue Ouest de Londres | à partir de 2019          |